# 달의 앞면

달의 앞면의 바다와 주요 충돌구.

달의 앞면(near side of the Moon)은 항상 지구를 바라보고 있는 달의 반구로, 달의 뒷면과 반대이다. 달은 조석 고정으로 인해 항상 같은 면이 지구를 향해 있다.
달은 태양의 빛을 반사함으로서 빛나며, 관측 위치가 주기적으로 변함에 따라 위상이 변화한다. 간혹 지구에 반사된 빛이 달에 다시 반사되는 지구조 현상으로 검은 부분이 약하게 빛날 때도 있다.
달의 궤도는 적도면에 대해 약간 찌그러지고 경사져 있기 때문에, 칭동으로 인해 지구에서 볼 수 있는 달의 면적은 59%까지 올라간다.

지구 북반구에서 달을 한 달 동안 관측한 것으로, 칭동 효과도 나타나 있다.

## 방향

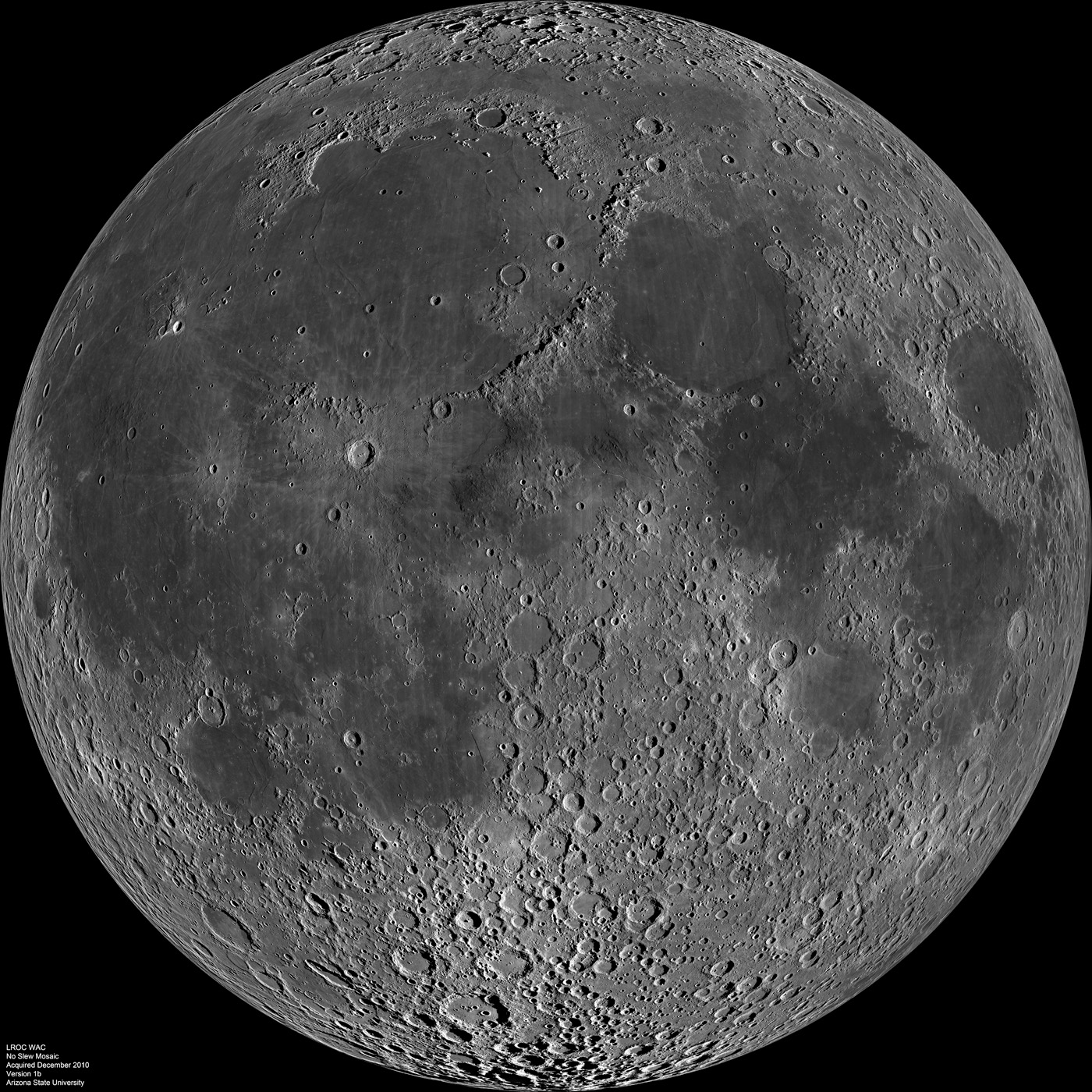
LRO가 촬영한 자세한 모습.

보통 달을 그릴 때는 북쪽을 위로 하고 서쪽을 왼쪽에 둔다. 천문학계에서는 망원경으로 본 달의 모습에 맞추기 위해 남쪽을 위로 하는 그림을 많이 사용하는데, 따라서 그림이 "뒤집힌" 것으로 보인다.
달에서의 동쪽과 서쪽의 정의는 달에 서 있는 시점을 기준으로 하는데, 지구에서 볼 때는 동쪽과 서쪽이 뒤바뀌어 보인다. 따라서, 달에서 좌표를 사용할 때는 지구가 기준인지 달이 기준인지를 특정해주어야 한다.
지구에서 달이 어떻게 보이는가는 위도에 따라 결정된다.
- 북극에서 달은 북극을 위쪽으로 하여 낮게 뜬다.
- 북반구 중위도 지역(북아메리카, 아시아, 유럽)에서는 달이 북동쪽(약 위난의 바다 즈음)을 위로 하여 뜨고, 남중하는 지점에서 북극을 위로 하며, 질 때는 북서쪽(약 비의 바다 즈음)을 위로 하여 진다.
- 적도에서 달은 북쪽-남쪽이 지평선에 평행하며, 동쪽(풍요의 바다)이 제일 먼저 떴다가 서쪽(폭풍의 대양)으로 진다. 떠서 지기까지 달은 회전하지 않는 것으로 보인다.
- 남반구 중위도 지역(남아메리카, 남아프리카, 남태평양, 오스트레일리아)에서는 달이 남동쪽(감로주의 바다)을 위로 하여 뜨고, 북중하는 지점에서 남극을 위로 하며, 질 때는 남서쪽(습기의 바다)을 위로 하여 진다.
- 남극에서 달은 북극과 똑같이 움직이나, 남극을 위쪽으로 한다는 점이 다르다.

위도에 따른 월출의 모습.

## 차이
달의 두 반구는 겉보기상 큰 차이를 보인다. 앞면은 여러 큰 바다 지형으로 덮혀 있는데, 바다라는 이름은 17세기 처음 관측이 이루어졌을 때 실제 바다로 착각하였기 때문에 붙여진 이름이다. 현재 달에 액체 물질은 어느 것도 존재하지 않지만, "바다"는 지명으로서 계속 사용되고 있다. 뒷면은 충돌구로 덮여 있으며, 앞면이 바다로 31.2% 덮여 있는 데 반해 면적의 1% 가량만이 바다이다. NASA 그레일 탐사선의 탐사 결과에 따르면 이러한 차이가 나타난 이유는 앞면이 뒷면보다 지각이 더 얇기 때문이다. 바다에서 검은색은 약 40억 년 전 충돌구가 용암으로 차 굳어 현무암이 된 것이다. 달에서 충돌은 앞뒷면을 가리지 않고 일어났지만, 앞면의 지각과 상부 맨틀이 뒷면보다 더 뜨거워 충돌구의 크기가 커졌다.

## 같이 보기
- 거대충돌 가설
- 달토끼

## 참고 자료
- John Moore (2014). 《Craters of the Near Side Moon》. Createspace Independent Pub. ISBN 978-1-4973-2444-2.